# Liste der Stolpersteine in Waldbröl
In der Liste der Stolpersteine in Waldbröl werden die vorhandenen Gedenksteine aufgeführt, die im Rahmen des Projektes Stolpersteine des Künstlers Gunter Demnig bisher in Waldbröl verlegt worden sind.

## Verlegte Stolpersteine
| Adresse                  | Name             | Inschrift | Verlegedatum | Bild                                                 | Anmerkung                                      |
| ------------------------ | ---------------- | --- | ------------ | ---------------------------------------------------- | ---------------------------------------------- |
| Hochstraße 30 (Standort) | Hermann Salomon  | Hier wohnte Hermann Salomon Jg. 1868 gedemütigt/entrechtet tot 25.1.1935                                                 | 25. Mai 2018 | Stolperstein Waldbröl Hochstraße 30 Hermann Salomon  |                                                |
| Hochstraße 30 (Standort) | Erich Salomon    | Hier wohnte Erich Salomon Jg. 1918 Flucht 1938 USA                                                                       | 25. Mai 2018 | Stolperstein Waldbröl Hochstraße 30 Erich Salomon    |                                                |
| Hochstraße 30 (Standort) | Carolina Salomon | Hier wohnte Carolina Salomon geb. Heller Jg. 1877 deportiert 1941 Riga ermordet                                          | 25. Mai 2018 | Stolperstein Waldbröl Hochstraße 30 Carolina Salomon | geboren am 30. November 1877 in Forchheim      |
| Querstraße 9 (Standort)  | Albert Elias     | Hier wohnte Albert Elias Jg. 1879 deportiert 1941 Łodz/Litzmannstadt 1942 Chelmno/Kulmhof ermordet Mai 1942              | 25. Mai 2018 | Stolperstein Waldbröl Querstraße 9 Albert Elias      | geboren am 8. Dezember 1879 in Waldbröl        |
| Querstraße 9 (Standort)  | Gustav Elias     | Hier wohnte Gustav Elias Jg. 1908 Flucht 1937 USA                                                                        | 25. Mai 2018 | Stolperstein Waldbröl Querstraße 9 Gustav Elias      |                                                |
| Querstraße 9 (Standort)  | Hedwig Elias     | Hier wohnte Hedwig Elias geb. Gärtner Jg. 1881 deportiert 1941 Łodz/Litzmannstadt 1942 Chelmno/Kulmhof ermordet Mai 1942 | 25. Mai 2018 | Stolperstein Waldbröl Querstraße 9 Hedwig Elias      | geboren am 19. September 1881 in Ruppichteroth |